# كارين جونسون بويد
كارين جونسون بويد (بالإنجليزية: Karen Johnson Boyd)‏ (من مواليد 16 مايو 1924 - والمُتوفاة في 29 يناير 2016) هي تاجرة وجامعة تحف فنية أمريكية، وريثة مليارديرات.

## حياتها المبكرة
كارين جونسون هي ابنة هيربرت فيسك جونسون الابن، وجيرترود براونر جونسون. عندما كانت كارين في سن المراهقة، عاشت في وينجسبريد، وهو منزل صممه المهندس المعماري فرانك لويد رايت لوالدها، وبُني في عام 1939 في قرية وايند بوينت بالقرب من راسين، ويسكونسن.

## حياتها المهنية

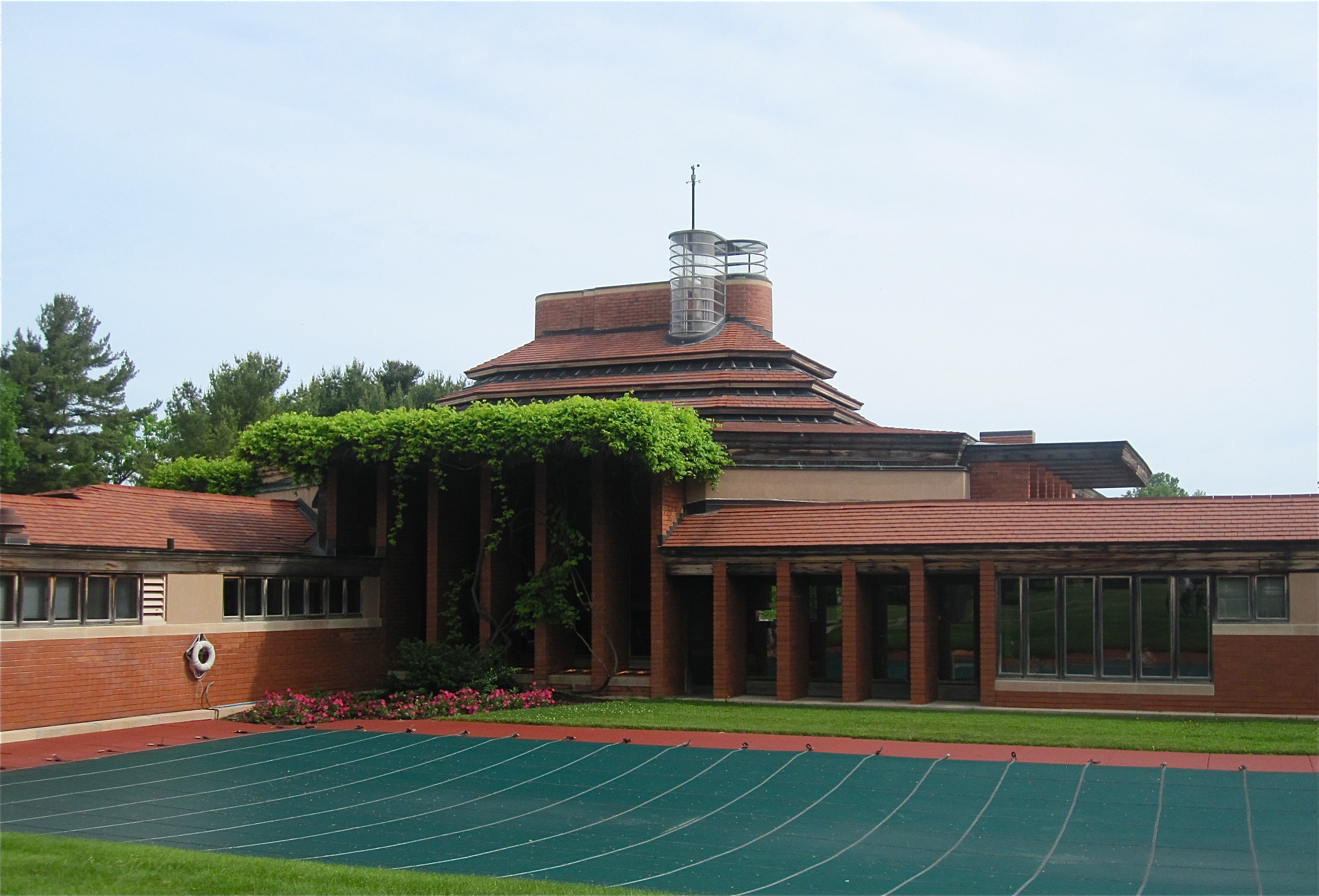
منزل وينجسبريد

كانت كارين تاجرة للتحف الفنية والفن اليدوي خصوصًا. افتتحت كارين معرض بيرميتر في شيكاغو في عام 1982، والتي روّجت فيه لفناني التحف اليدوية والفنانين المعاصرين الآخرين. ساهمت بأكثر من 1,750 عمل في متحف راسين للفنون وقدمت هدية إضافية تتكون من 200 عمل فني في عام 1991. شاركت كارين أيضًا بنشاط في إنشاء مبنى ذاكرة الوصول العشوائي الجديد في وسط مدينة راسين بولاية ويسكونسن في عام 2003، وسُمي المعارض باسمها بعد ذلك. حصلت كارين على عضوية مجلس الإدارة في متحف راسين للفنون.

## حياتها الشخصية
تزوجت كارين من ويلارد إتش. كيلاند من عام 1945 إلى عام 1965، وأنجبا أربعة أطفال. كلف الزوجان أيضًا فرانك لويد رايت بتصميم منزل لهم، منزل كيلاند في عام 1954 في راسين، والتي استمرت في العيش فيه بعد طلاقها لبقية حياتها. تزوجت كارين وليام بويد عام 1982.
تُوفيت بويد في 29 يناير 2016، في منزلها في راسين بولاية ويسكونسن، عن عمر يناهز من الـ91 عامًا. كان لدى بويد عند وفاتها ثلاثة أبناء وحفيدة وزوجتان لأبنائها.